# 점성술의 항성

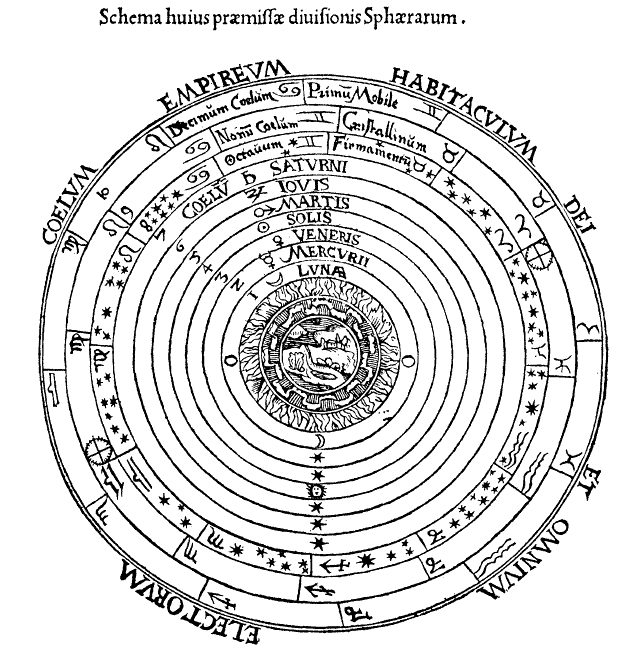
페트루스 아피아누스의 《코스모그라피아(Cosmographia)》에 수록된 프톨레마이오스의 태양계의 구조에 대한 도해는 창공의 여덟번째 천구에 있는 항성천(恒星天, Stelle Fisse)과 그 너머 아홉번째의 수정천(水晶天, crystalline heaven) 그리고 그 너머의 원동천(原動天, primum mobile)을 보여준다.

점성술에서, 특정 별 혹은 항성은 중요성이 있다고 여겨진다. 역사적으로, 점성가들에게는 천체들이 항성이든 행성이든 신성이나 초신성과 같은 천문 현상이든 혹은 혜성이나 유성과 같은 태양계의 다른 현상이든, 모두 "별들"로 여겨졌다.

## 고정된 별과 방랑하는 별
전통적인 점성학적 명명법에서, 별들은 점성술에서 천문학에 의해 인정된 항성과 다른 은하 그리고 은하들 사이의 천체를 의미하는 고정된 별 즉 항성(恒星, fixed star, 라틴어: stellæ fixæ)들과, 태양계의 "방랑하는 별들"(그리스어: πλανήτης αστήρ, 플란네테스 아스테르)즉 행성들로 나뉘었다. 점성술에도 태양을 하나의 항성으로 보고, 달을 지구의 위성으로 보고 있지만, 그것들은 천궁도에서 만큼은 행성들이다. 항성들은 천구들 중에서 지구로부터 가장 먼 창공에 붙어있다고 여겨졌기 때문에, "고정된" 별들이라고 불렸다.

## 항성과 점성학적 도수
점성학적 도수들 중에서 특정한 것들은 상응하는 항성들과의 연관성이 있다고 알려져 있다. 그러한 도수는 분점의 세차운동에 맞춰서 조정되는데, 점성가들은 항성을 필수 요소로 사용하려면 그것들의 그러한 위치를 알아야만 한다.

## 항성황도대와 회귀황도대
전통적인 서양 점성술은 양자리를 시작으로 황도를 따라 천구가 같은 크기의 열두 구간으로 분할되었다고 가정하는 회귀 황도대를 사용한다. 동시에, 가장 오래 되었고 최근에 재유행하는 항성 황도대는 더 관측에 근거하며 항성의 실제적 관측 위치와 그것의 시작점을 기준으로 하는 황도대 성좌의 전통적인 분할을 사용한다. 분점의 세차운동의 결과로, 황도대 별자리의 관측상 위치는 더 이상 회귀 황도대 점성술의 별자리와 일치하지 않는다.

## 별자리
전통적으로, 하늘의 가장 중요한 위치들은 황도대의 별자리로 표시되었다. 프톨레마이오스의 기록에는 황도대 성좌에 있는 몇몇 항성들의 행성들에 미치는 효력이 나타나 있다. 예를 들어, 그는 쌍둥이자리의 발에 있는 항성들(알레나와 테자트 포스테리어)이 수성과 유사하며 금성과 적당히 그러한 효력을 갖는다고 기술한다.

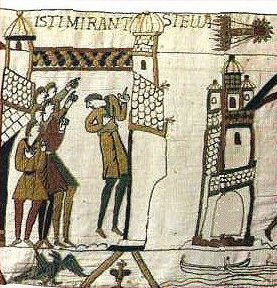
사람들이 별을 보고 놀라워하고 있다. 바이유 태피스트리의 직공들은 1066년의 노르만 정복과 관계있는 핼리 혜성의 복귀를 믿었다.

## 비황도대 별자리
비비안 E. 롭슨은 황도대 별자리의 바깥에 있는 많은 전통적인 별자리들도 천구 호의 큰 부분을 차지하고 있으며 일반적으로 회귀황도대의 몇몇 별자리의 일부와 겹쳐있다고 전한다. 프톨레마이오스는 인용에 의해 항성을 그것이 속한 별자리의 일부나 구조로 보았다.: 예를 들어, 그는 아크투루스를 목동자리의 "오른쪽 무릎"이라 불렀다. 알골이나 베텔게우스와 같은 서양식 이름의 대부분의 항성들은 아랍어에 기원이 있다. 1603년, 아우크스부르크의 법률가이자 천문학자인 요한 바이어는 별자리의 가장 밝은 항성들을 명명하기 위한 현재의 분류 체계를 소개했다. 그 체계에서, 항성들의 이름은 (거의) 밝기 순서의 내림차순으로 그리스어 철자와 그것들의 별자리 이름이 더해진다. 예를 들어, 사자자리의 가장 밝은 항성인 레굴루스는 알파 레오니스(α Leonis) 또는 사자자리 알파라고 불린다.

## 점성학적 유성
신성과 초신성 뿐만 아니라 혜성과 유성체, 환일 그리고 심지어 무지개와 같은 천문 현상들을 포함하는 예측할 수 없는 천문 관측은 점성학적 유성들이라는 이름으로 모두 포괄된다. 프톨레마이오스에 따르면, 항성의 광도 변화는 그것이 있는 방향으로부터 불어오는 바람의 전조가 된다. 유성(流星)의 영문 용어인 미티어(meteor) 또는 라틴어로 메테오르는 지구의 위 또는 하늘에 있는 무엇을 뜻하는 메테오론(μετέωρος)에서 파생되었고, 따라서 특정 천문 현상을 의미하기도 한다. 영어로 유성체를 뜻하는 미티어로이드(meteoroid)와 기상학을 뜻하는 미티어랄러지(meteorology)와 같은 용어들도 그것과 같은 기원을 공유한다.
그러한 점성학적 유성들은 일반적으로 세속의 주요 사건들을 예고하는 징조가 되는 것으로 여겨졌다. 1572년의 초신성을 관측한 많은 점성가들 가운데 한 명인 튀코 브라헤의 저서 《신성(De nova stella)》에서, 초신성의 출현은 로마 가톨릭교회의 쇠퇴를 알렸으며, 1592~1632년은 초신성에 대한 점성학적 영향력이 상당할 것이라는 그의 믿음을 전했다. 그 기간은 30년 전쟁 동안에 개신교를 옹호한 스웨덴의 왕 구스타브 아돌프의 수명과 거의 일치한다. 그러함은 프라헤가 점성가로서 국제적인 명성을 얻기에 충분한 명백히 성공적인 예언이었다.

## 사용
니콜라드 드보어에 따르면, 출생 점성술에서 항성은 이제 많이 반영되지 않지만, 판별 점성술과 같은 부문에서는 중요성이 유지된다. 출생 천궁도에 항성을 포함시키는 점성가들은 그것들중 하나가 출생 때의 어느 행성과 황경으로 5°와 황위로 1°안에서 가까운 합을 이루고 있지 않다면, 주요 항성이라 할지라도 특정한 의미를 부여하지 않는다. 그것들은 다른 각에 의해서는 효력을 가지지 않는다. 천궁도에서 상승점이나 중천점에 있는 일등성이나 가장 밝은 밝은 항성은 유명 인사를 나타낼 수도 있다. 알데바란과 안타레스는 천궁도의 어느 모서리를 통과 할 때, 시련을 준다고 한다.
항성을 참조하는 몇몇 점성가들은 그것들의 효과를 파라나텔론타(paranatellonta) 또는 줄여서 "파란"이라고 부른다. 파란텔로나는 항성이 천궁도의 네 모서리(상승점과 하강점, 중천점 그리고 천저점) 중에 하나에 있는 동시에 중대한 행성이 그 점들 중 하나에 있는 것이다. 그러므로, 예를 들어, 목성이 중천점에 있으면서 시리우스가 상승점에 있다면, 시리우스는 목성의 파란으로 여겨지며, 점성가가 그 천궁도의 목성을 해석하는 방법에 영향을 줄 수 있다.

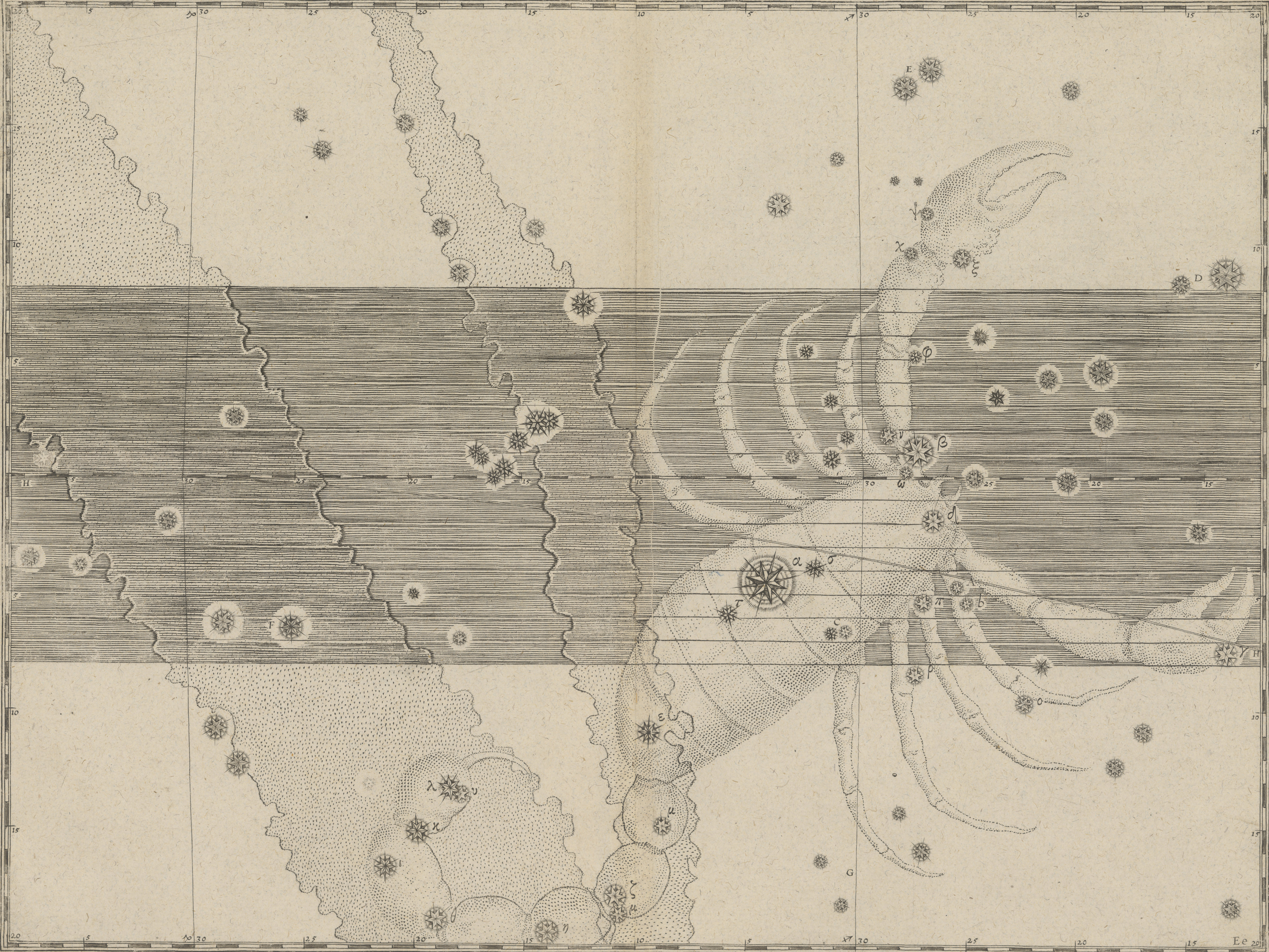
요한 바이어의 《우라노메트리아(Uranometria)》에 묘사된 전갈자리. 전갈자리의 몸에 있는 가장 밝은 항성인 알파 스코르피(ᾳ Scorpii)는 안타레스이다.

## 특정 항성

### 알데바란
점성학적으로, 알데바란은 부와 명예의 전조가 되는 행운의 별이다. 페르시아인들에게 "타스체테르"라고 이름 붙여진 이 항성은 기원전 3000년부터 페르시아의 네 개의 왕자의 별 가운데 하나이다. 그 항성들은 적경으로 거의 6시간씩 떨어져 있는 것으로 관측되어 선택되었다. 그 항성들 각각은 계절에 할당되었고, 알데바란은 3월의 하늘에서 두드러졌고, 따라서 춘분점과 연관되었다. 2006년에 측정된 그것의 황경은 쌍둥이자리 09도 47분이다.
- 알데바란(알파 타우리)는 춘분점이며, 황소자리에서 가장 밝은 항성이다.
- 레굴루스(알파 레오니스)는 하지점이며, 사자자리에서 가장 밝은 항성이다.
- 안타레스(알파 스코르피)는 추분점이며, 전갈자리에서 가장 밝은 항성이다.
- 포말하우트(알파 피스키스)는 동지점이며, 남쪽물고기자리에서 가장 밝은 항성이다.

중세의 점성가들에게, 알데바란은 열다섯 개의 베헤니 항성 중에 하나였고, 루비와 젖엉겅퀴 그리고 카발라의 기호 와 연관되었다.
힌두 점성술에서, 알데바란은 로히니 나크샤트라에 상응한다.

### 알골
점성술에서, 알골은 불운한 항성들 가운데 하나이다. 프톨레마이오스는 그것을 "페르세우스자리의 고르곤"이라고 불렀으며 참수에 의한 죽음과 연관지었다.: 그러함은 뱀머리를 가진 고르곤 메두사에 대한 영웅 페르세우스의 승리 신화를 반영한다. 역사적으로, 여러 문화권에서 그것에는 폭력과의 강한 연관성이 부여된다. 중세 아랍의 지휘관들은 알골의 빛이 약해졌을 때 시작된 전투는 중요치 않다고 여기는 경향이 있었다. 17세기 영국의 점성가 윌리엄 릴리는 어떤 행성이 그것과 5도 내에서 합을 이루면 고통받는다고 여겼다. 1986년에 그것의 황경은 황소자리 25도55분48초였다.
알골은 15 개의 베헤니 항성 중에 하나이며, 다이아몬드와 헬레보어와 연관되며, 유대교 신비주의의 기호 로 표기된다.

### 기에나
기에나(감마 코르비)는 탐욕과 간계를 부추기는 경향이 있으므로, 화성과 토성과 유사한 효력을 지닌다고 추정된다. 그것은 중세의 베헤니 항성들 가운데 하나이며, 줄무늬마노와 우엉 그리고 까마귀와 유사한 유대교 신비주의 기호 Agrippa1531_alaCorui.png와 연관된다. 그러한 맥락으로, 그것은 때때로 "까마귀나 갈가마귀의 날개"를 뜻하는 알라 코르비라고도 불린다.

### 프로키온
점성학적으로, 프로키온은 부와 명성 그리고 행운의 징조가 된다. 그것은 열다섯 개의 베헤리 항성 중에 하나이며, 마노와 미나리아재비와 연관된다. 코르넬리우스 아그리파에 의하면, 그것의 유대신비주의 기호는 이다.

### 시리우스
중세 시대의 점성술에서, 시리우스는 베헤니우스 항성이며, 녹주석과 향나무속과 관련된다. 하인리히 코르넬리우스 아그리파에 의해 그것의 유대신비주의 기호는 로 간주되었다. 2006년에 그것의 황경은 게자리 14도05분이었다.

### 베가
베가는 아랍어로 "하강"을 의미하는 단어 와키의 엉성한 번역으로부터 이름을 따왔다. 그것의 별자리(거문고자리)는 독수리로 표현되기도 하며, 그래서 베가는 "낙하하는 독수리"라고도 불린다. 그것은 기원전 12,000년 경에 북극에서 5도 떨어진 곳을 가리키고 있던 북극성이었고, 세차운동에 따라, 14,000년 경에 베가는 다시 그 근처를 지날 것이다. 중세의 점성가들은 베가를 베헤니 항성들 중에 하나로 포함시켰으며, 감람석과 겨울세이보리와 연관지었다. 코르넬리우스 아그리파는 그것의 별자리를 비행하는 콘도르를 뜻하는 아랍어 이름의 축어적 라틴어 번역으로써 불투르 카덴스(Vultur cadens)로 불렀고, 그것의 카발라 기호를 그 안의 로 간주했다. 2006년에 그것의 황경은 염소자리 15도19분이었다.

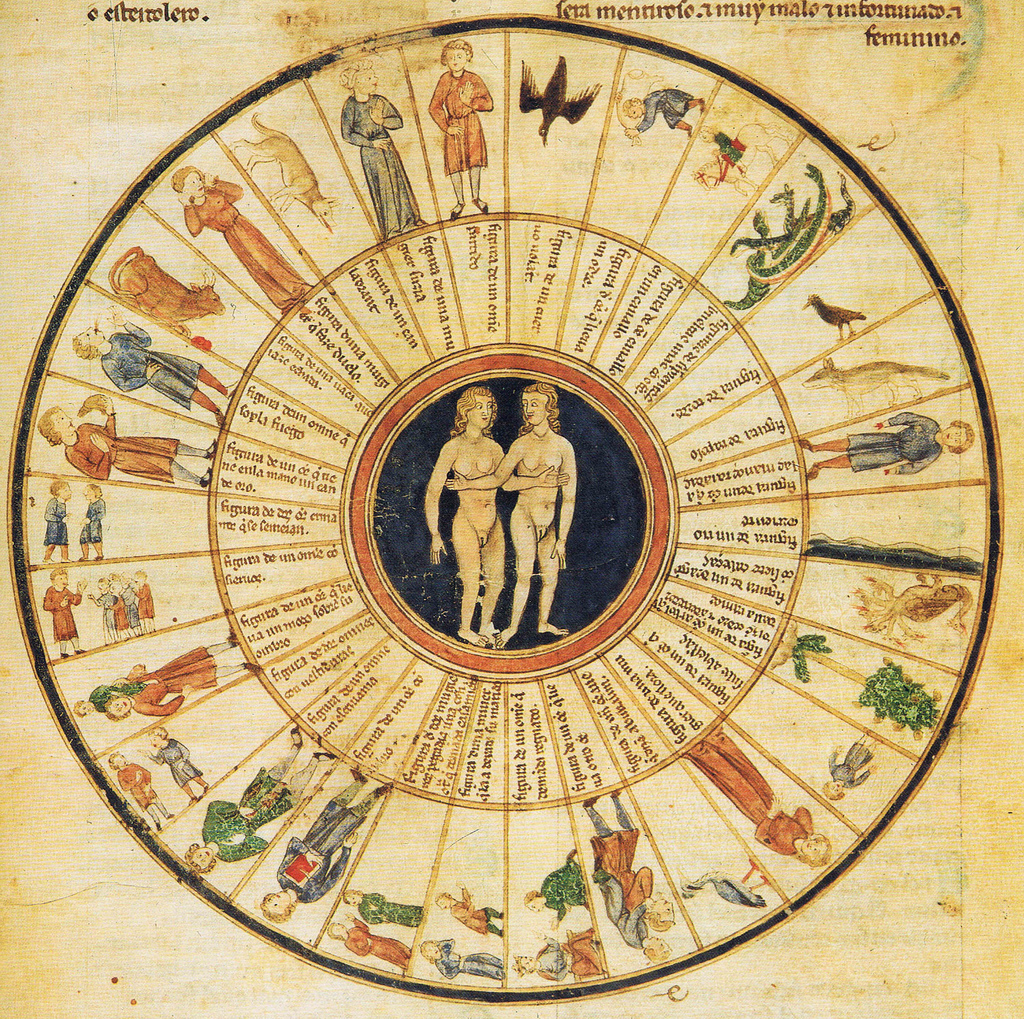
파라나텔론타: 알폰소 10세가 기여한 한 점성술 문헌에 수록된 이 삽화는 쌍둥이자리와 협력 중인 까마귀자리와 백조자리 그리고 용자리를 포함하는 여러 항성과 별자리의 효과를 묘사한다.

## 같이 보기
- 점성술의 행성
- 점성술의 소행성
- 점성술의 센타우루스 소행성